# النفق (رواية)
النفق (بالإسبانية: El túnel)‏ هي رواية للكاتب الأرجنتيني إرنستو ساباتو، نشرها عام 1948. تدور الرواية حول رسام أصيب بالجنون لأنه لم يتمكن من التواصل مع أحد، وقد شعر بالوحدة القاتلة، وهو الأمر الذي أدى به إلى ارتكابه جريمة قتل في حق ماريا إيريبارني، المرأة الوحيدة التي استطاعت أن تتواصل معه من خلال إحدى أهم اللوحات التي رسمها والتي أثارت النقاد. حيث تُظهر شخصية ماريا إيريبارني مفهوم الكمال في حين أن المناطق المظلمة الغامضة ستدفع خوان بابلو كاستيل إلى قتلها. ماريا إيريبارني هي هذه المرأة هي الوحيدة التي استطاعت أن تقع على مضمون اللوحة ووقفت تناجيها لوقت طويل أثارت انتباه الرسام فبدأ رحلة من البحث والانتظار والحب والشك وأخيرا الجريمة.

## مضمون الرواية
تبدأ الرواية بتقديم الرواي لنفسه بعبارة: «سأكتفي إني خوان بابلو كاستيل الذي قتل ماريا إيرييارني». يبدأ كاستيل الرواية وهو يعبر عن عالمه الخاص بالعديد من التساؤلات المريبة التي تثير الشك والرعب، وتبدو عليه حالته النفسية المضطربة. يظهر وكأنه شخصية معقدة مغرورة لا تؤمن بشيء إلا ذاتها، ويظهر ذلك الأمر في عباراته التي يرويها أثناء ارتكابه لجريمته بحق المرأة. كان البطل يرى الأمور من نفق مظلم ملئ بالسلبية، مما كان يثير غضبه إلا أن تراكمت همومه وانفجرت مرتكبة جريمة القتل.
إما شخصية ماريا إيريبارني، فكانت تمثل الشخصية الأنثوية الجذابة التي قدر لها الكاتب أن تسيطر على عقلية الرسام، بعد أن وقفت أمام لوحته وقد استوقفتها نافذة مشرعة على بحر في اللوحة. وارتبطت اللوحة بمشاهد حياتية لماريا، وهو بدوره ما أدى إلى انجذابها للعمل الفني، ومن ثم ينجذب إليها الرسام في محاولة منه للبحث عن التواصل المفقود في حياته وبشخصيتها المستسلمة والغامضة نوعًا ما والمثيرة للشفقة أحياناً تدخل معه في علاقة غريبة الأطوار مما جعل الرسام ينتابه الشك في مدى جديتها واستمتاعها.

## روابط خارجية
- النفق على موقع الموسوعة البريطانية (الإنجليزية)